# Hannah Davis
Hannah Davis (Adelaide, 11 agosto 1985) è una canoista australiana, vincitrice della medaglia di bronzo ai Giochi olimpici di Pechino 2008 nel K4 500 m.

## Palmarès
- Olimpiadi

Pechino 2008: bronzo nel K4 500 m.
- Mondiali

2011 - Seghedino: bronzo nel K2 200 m.